# Luis Ballesteros Robles
Luis Ballesteros Robles fue un profesor, periodista y escritor español.

## Biografía
Hijo de Sebastián García Caballero y Esteban, nació en el siglo XIX. Se estableció como profesor de primera enseñanza en Madrid, ciudad en la que fue director, redactor y colaborador de varios periódicos de instrucción pública. Fue autor de obras como Elementos de aritmética y geografía (1895), Nociones de geometría con aplicación á las labores y corte de prendas (1895) y Geometría con aplicación a la agrimensura (1898), y confeccionó asimismo un Diccionario biográfico matritense que vio la luz por primera vez en 1912. Falleció en el siglo XX. Era abuelo materno de Guillermo de Torre y Ballesteros. Falleció hacia finales de abril de 1913 en Madrid.